# Henryk Łukaszkiewicz
Henryk Łukaszkiewicz (ur. 26 kwietnia 1901 w Ulanowie, zm. 10 września 1965) – polski spawacz mechanik i działacz związkowy, poseł na Sejm PRL II kadencji.

## Życiorys
Uzyskał wykształcenie podstawowe, z zawodu spawacz mechanik, pracował w Zakładach Naprawczych Taboru Kolejowego w Bydgoszczy. Należał do Polskiej Partii Socjalistycznej, po zakończeniu I wojny światowej został przewodniczącym bydgoskiego koła Związku Zawodowego Kolejarzy. W 1923 podczas ogólnopolskiego strajku kolejarzy był aktywnym członkiem zakładowego komitetu strajkowego.
W 1945 uruchomił oddział spawalniczy w ZNTK, następnie od 1953 pracował na stanowisku inspektora dozoru. Wstąpił do „lubelskiego PPS”, w 1948 został usunięty z szeregów partii. W 1956 został zrehabilitowany i przyjęty do Polskiej Zjednoczonej Partii Robotniczej. W 1957 uzyskał mandat posła na Sejm PRL II kadencji z okręgu Bydgoszcz, w parlamencie pracował w Komisji Komunikacji i Łączności.
W 1950 odznaczony Odznaką „Racjonalizator Produkcji”.
Pochowany na cmentarzu komunalnym przy ulicy Kcyńskiej w Bydgoszczy.